# Koh Suk-chang
Koh Suk-chang, född den 14 juni 1963, är en sydkoreansk handbollsspelare.
Han tog OS-silver i herrarnas turnering i samband med de olympiska handbollstävlingarna 1988 i Seoul.